# Viktoria Samoylovna Tokareva
Viktoria Samoylovna Tokareva (tiếng Nga: Виктория Самойловна Токарева) sinh ngày 20 tháng 11 năm 1937) - là một nhà văn nữ của văn học Nga đương đại. Tác phẩm của bà thường là truyện ngắn và được đông đảo bạn đọc yêu thích.

## Tiểu sử và sự nghiệp
Bà bắt đầu viết văn từ khi lên 15 tuổi. Tên tuổi của bà đã được biết đến từ giữa thập niên 1960 với truyện ngắn đầu tay "Một ngày không nói dối", truyện được đăng trên tạp chí Molodaya Gvardia. Đọc tác phẩm của bà, người ta thường bắt gặp nhưng tâm hồn đẹp trong cuộc sống hiện đại. Với giọng văn nhẹ nhàng, hóm hỉnh, dễ hiểu bà đã đưa đến cho người đọc những suy nghĩ, quan niệm về cuộc đời, hạnh phúc, tình yêu và mỗi người đều tìm thấy một góc nghỉ ngơi cho tâm hồn mình trong đó. Những trăn trở của con người trên con đường kiếm tìm những khái niệm trừu tượng trên cũng là chủ đề bà hay đề cập đến trong các tác phẩm của mình.
Tác phẩm của Victoria Tokareva đã được dịch ra rất nhiều thứ tiếng trên thế giới tại Anh, Mỹ, Đức, Trung Quốc... Bà còn tham gia viết kịch bản cho phim. Bà đã coi Chekhov như một người thầy hướng dẫn cho mình.

### Câu nói nổi tiếng
- "...Hạnh phúc đó là khi con người ta mong muốn một điều gì đó và đạt được điều mơ ước ấy. Còn niềm hạnh phúc lớn lao là khi ta đạt được những điều mà ta luôn mong mỏi, khao khát đến cháy lòng. Song khi ước mơ đã trở thành hiện thực thì hạnh phúc cũng kết thúc ở đó bởi vì hạnh phúc là quá trình ta mơ ước chứ đâu phải là kết quả của cả quá trình ấy..."

## Tác phẩm
- Một ngày không nói dối - truyện ngắn
- Khối vuông hy vọng
- Dích dắc - truyện ngắn
- Bức vách có tai
- Giữa mặt đất và bầu trời
- Những bông hồng đỏ
- Khoảnh khắc
- Tình yêu và kỳ nghỉ
- Kỳ thực tập
- Những người ruột thịt
- Sao tình yêu chiếu mệnh
- Một cái kết có hậu
- Chung tình (2002)